# Loser (пісня 3 Doors Down)
Loser — пісня американського гурту 3 Doors Down, реліз якої відбувся 29 липня 2000 року. Вона була другим синглом з їхнього дебютного альбому The Better Life. Пісня трималася на першому місці у Billboard U.S. Mainstream Rock Chart цілий 21 тиждень, що е рекордом для цього чарту. Слова до пісні написав Бренд Арнольд. У ній йдеться про його шкільного друга, який почав вживати кокаїн.

## Список треків
- Версія для Великої Британії

1. "Loser" (Radio edit) - 3:48
2. "Loser" (Album version) - 4:21

- Версія для Європи

1. "Loser" (Album version) - 4:21
2. "Loser" (інструментальна версія, Radio Fritz, Берлін) - 3:59
3. "Loser" (концертна версія) - 5:38
4. "Kryptonite" (інструментальна версія) - 3:49

- Версія для Німеччини

1. "Loser" (Top 40 Edit)
2. "Loser" (Album version) - 4:21
3. "Loser" (живий виступ у Атланті, 2000) - 5:27
4. "Loser" (інструментальна версія, Radio Fritz, Берлін) - 3:59
5. "Loser" (інструментальна версія)
6. "Loser" (відео)

## Чарти
| Назва                                | Найвище місце |
| ------------------------------------ | ------------- |
| Нідерланди Dutch Top 40              | 6             |
| США Billboard Hot 100                | 55            |
| США Billboard Mainstream Rock Tracks | 1             |
| США Billboard Modern Rock Tracks     | 2             |
| Канада RPM Rock Chart                | 4             |